# Alfonso Blanco
Alfonso Blanco Antunez (Tamiahua, 31 luglio 1987) è un calciatore messicano, portiere del León.

## Palmares

### Club

#### Competizioni nazionali
- Campionato messicano: 1

Pachuca: Clausura 2016

#### Competizioni internazionali
- CONCACAF Champions League: 2

Pachuca: 2016-2017
León: 2023